# Chirixalus shyamrupus
Chirixalus shyamrupus là một loài ếch trong họ Rhacophoridae. Chúng được tìm thấy ở Ấn Độ và có thể cả Myanmar.
Các môi trường sống tự nhiên của chúng là các khu rừng ẩm ướt đất thấp nhiệt đới hoặc cận nhiệt đới, vùng đất ẩm có cây bụi nhiệt đới hoặc cận nhiệt đới, đầm nước, đầm nước ngọt, và đầm nước ngọt có nước theo mùa. Loài này đang bị đe dọa do mất môi trường sống.